# Mike Buttress
Mike Buttress (sinh ngày 23 tháng 3 năm 1958) là một cựu cầu thủ bóng đá người Anh thi đấu ở Football League cho Aston Villa và Gillingham.